# Megalastrum marginatum
Megalastrum marginatum är en träjonväxtart som beskrevs av M. Kessler och A. R. Sm. Megalastrum marginatum ingår i släktet Megalastrum och familjen Dryopteridaceae. Inga underarter finns listade.